# Puščavnik
Puščavnik (tudi anahoret; iz grške besede anachorein - umakniti se) je oznaka za osebe, ki so v prvem obdobju krščanstva (3. stoletje) odšli iz civilizacije v puščavo, kjer so se popolnoma predali preučevanju verskih besedil. Bili so predhodniki menihov.
Tretji izraz zanj je tudi eremit, kar pride od gr. besede éremos - puščava.
Že v prvih stoletjih krščanstva (3. stoletje) ločimo dva tipa meništva, anahoretski in cenobitski. Anahoreza v grščini pomeni odmik v samoto, zato so anahoreti tisti, ki so se umaknili od sveta. Po navadi so se zatekli v puščavo v Egiptu, čeprav jih srečamo tudi v Palestini in nekoliko kasneje v Evropi. Strogo puščavništvo, tudi eremitstvo, pomeni, da so posamezniki živeli življenje v samoti, strogi askezi, molitvi in razločevanju duhov ter tudi ob delu, pletenju vrvi, košar. Puščavske očete poznamo tudi v polanahoretskih skupnostih, ki so se enkrat na teden zbrale pri skupnem bogoslužju in obedu, včasih so takrat tudi dobili osnovne življenjske potrebščine (vodo), nato pa so se spet razšli v samoto. V teh središčih so zato že imeli tudi kakšen skupni prostor, včasih shrambo... Za očeta puščavništva velja sv. Anton, poznamo pa tudi nekaj asketinj, puščavskih mater.